# Филомена (филм)
„Филомена“ (на английски: Philomena) е драматичен филм от 2013 г. на режисьора Стивън Фриърс. Сценарият, написан от Стив Куган и Джеф Поуп, е базиран на книгата „The Lost Child of Philomena Lee“ на Мартин Сиксмит. Премиерата на филма е на 31 август 2013 г. на кинофестивала във Венеция.

## Актьорски състав
| Актьор             | Роля             |
| ------------------ | ---------------- |
| Джуди Денч         | Филомена Лий     |
| Стив Куган         | Мартин Сиксмит   |
| Мишел Феърли       | Сали Мичъл       |
| Барбара Джефорд    | сестра Хилдегард |
| Ана Максуел Мартин | Джейн            |
| Мейр Уинингам      | Мери             |

## Награди и номинации
| Категория                              | Номиниран(и)             | Резултат               |
| Оскар (2 март 2014 г.)                 | Оскар (2 март 2014 г.)   | Оскар (2 март 2014 г.) |
| -------------------------------------- | ------------------------ | ---------------------- |
| Най-добър филм                         | Най-добър филм           | номинация              |
| Най-добър адаптиран сценарий           | Стив Куган и Джеф Поуп   | номинация              |
| Най-добра филмова музика               | Александър Деспла        | номинация              |
| Най-добра женска роля                  | Джуди Денч               | номинация              |
| Награда на БАФТА (16 февруари 2014 г.) |                          |                        |
| Най-добър адаптиран сценарий           | Стив Куган и Джеф Поуп   | награда                |
| Най-добър филм                         | Най-добър филм           | номинация              |
| Най-добър британски филм               | Най-добър британски филм | номинация              |
| Най-добра актриса в главна роля        | Джуди Денч               | номинация              |
| Златен глобус (12 януари 2014 г.)      |                          |                        |
| Най-добър филм – драма                 | Най-добър филм – драма   | номинация              |
| Най-добър сценарий                     | Стив Куган и Джеф Поуп   | номинация              |
| Най-добра актриса в драматичен филм    | Джуди Денч               | номинация              |
| Сателит (23 февруари 2014 г.)          |                          |                        |
| Най-добър адаптиран сценарий           | Стив Куган и Джеф Поуп   | награда                |
| Най-добър филм                         | Най-добър филм           | номинация              |
| Най-добра филмова музика               | Александър Деспла        | номинация              |
| Най-добра актриса                      | Джуди Денч               | номинация              |